# Zuboly
Zuboly (czyt. "Zuboj") to węgierski zespół muzyczny, grający w stylu broken folk, założony w 2005 roku przez multiinstrumentalistę Bélę Ágostona. 

## Historia
Początki zespołu sięgają 2004 roku, kiedy Béla Ágoston zaprosił znajomych na wspólne muzykowanie w ramach imprezy urodzinowej. W wyniku tego spotkania rok później powstała grupa Zuboly. Zespół zaczął zdobywać popularność za sprawą występów w budapeszteńskich klubach, takich jak Csiga Presszó i V. Bejáró, a przed szerszą publicznością wystąpił po raz pierwszy jako support gwiazdy węgierskiego rocka, grupy Kispál és a Borz w 2006 roku.

## Styl i inspiracje
Zuboly tworzy muzykę stanowiącą mieszankę różnych stylów, poczynając od pop-rocka, poprzez hip-hop i folk, aż po drum and bass, która to wypadku tego zespołu daje gatunek broken folk. Grupa czerpie inspirację z węgierskiej muzyki folkowej i world music, nadając znanym utworom całkiem nowy charakter i wykonując je w sposób nie pozbawiony poczucia humoru. Na koncertach muzycy sięgają po nietypowe instrumenty, takie jak ksylorimba, czy tilinko.

## Członkowie

### Stali członkowie
- Béla Ágoston – saksofon, skrzypce, altówka, dudy, śpiew
- Ágoston Félix Benke – bęben, śpiew, drumla, harmonijka ustna, beatbox
- Busa István – beatbox, rap
- Hock Ernő – kontrabas
- Szarvas Dávid –  beatbox, rap, śpiew, konga, csörgő

### Goście
- Mr Masters – (Sándor Richárd Fejes) śpiew, rap, bongó
- DJ Snare  – (Zsolt Lázár) płyty gramofonowe
- POLLYFLOW  – (Flóra Polnauer) śpiew
- Péter Hárságyi - bęben
- Mátyás Kőszegi  – xylorimba
- Mózer Ádám  – harmonijka ustna
- Kátya Tompos  – śpiew
- József Szarvas  – śpiew

## Dyskografia

### Albumy długogrające
| Data       | Tytuł              | Angielski tytuł     | Wytwórnia      | Numer katalogowy   | Format | Typ            |
| ---------- | ------------------ | ------------------- | -------------- | ------------------ | ------ | -------------- |
| 21.05.2007 | Értem A Kujonságot | I See Their Knavery | Megadó Kiadó   | M-03               | CD     | Album studyjny |
| 19.03.2009 | Virágoztass Engem  | Make Me Flower      | Szerzői Kiadás | EAN: 5999556203698 | CD     | Album studyjny |

### Pozostałe wydawnictwa
| Data | Tytuł                  | Wytwórnia         | Numer katalogowy | Format | Typ        |
| ---- | ---------------------- | ----------------- | ---------------- | ------ | ---------- |
| 2007 | Zuboly                 | Szerzői Kiadás    |                  | CD     | Demo CD    |
| 2009 | Hegyalja Fesztivál 10. | Chameleon Records | CAM24            | CD     | Kompilacja |